# Johann Ludwig Wagner (Politiker)
Johann Ludwig Wagner (* 17. August 1789 in Friedrichsthal (Saar); † 1. April 1871 in Saarbrücken) war ein deutscher Kaufmann, Gutsbesitzer und Bürgermeister von Alt-Saarbrücken.

## Leben
Seine Mutter war die Friedrichsthalerin Maria Sophia Katharina Wagner (1772–1803), geb. Eberhardt. Sein Vater der aus Dirmingen stammende Glasfabrikant Johann Philipp Wagner (1766–1839). Zusammen mit seinem Schwager Carl Philipp Vopelius und seinem Kompagnon Leonhard Reppert betrieb der Vater ab 1797 die Mariannenthaler Glashütte im nahe gelegenen Schnappach. Ludwig führte das Geschäft seines Vaters weiter. Außerdem bewirtschaftete er ein Landgut. Er heiratete am 6. Juni 1832 die Tochter Henriette Dorothea des Großkaufmanns Heinrich Jacob Schmidtborn.

## Öffentliche Ämter
Ludwig Wagner befand sich bereits im Ruhestand und hatte geplant, seinen Lebensabend als Gutsbesitzer zu fristen, als die Saarbrücker Stadtverwaltung durch den plötzlichen Tod seines Amtsvorgängers Friedrich Haldy in Personalnot geriet. Im Alter von 55 Jahren nahm er am 28. September 1844 seine Ernennung zum kommissarischen Bürgermeister an. Seine Amtseinweisung erfolgte am 16. Oktober 1844. Seit dem 26. Februar 1846 war er gewähltes Mitglied des Kreistages. Am 11. März 1850 folgte die Einführung der Preußischen Gemeindeordnung, welche die bis dahin gültige Gemeindeordnung für die Rheinprovinz ablöste. Damit stand auch Saarbrücken die selbstständige Verwaltung der Gemeindeangelegenheiten unter gesetzlich geordneter Oberaufsicht des Staates zu – dazu gehörte das Amt eines gewählten Bürgermeisters. Am 16. September 1850 stellte sich Wagner zur Wahl, am 24. Mai 1851 wurde seine Wahl bestätigt. Nach Ablauf seiner ersten Amtszeit erreichte er am 14. September 1853 seine Wiederwahl. Als Bürgermeister war Wagner jedoch nur noch bis zum 27. Oktober 1854 tätig, dann schied er, 65-jährig, auf eigenen Wunsch vorzeitig aus dem Amt.

## Ehrungen
- Mitglied der Saarbrücker Casinogesellschaft
- Roter Adlerorden 4. Klasse